# تل حميس
تل حميس هي بلدة تقع في شمال شرق محافظة الحسكة في شمال شرق سوريا ضمن منطقة القامشلي، تبعد عن مدينة القامشلي حوالي 40 كم. وهي المركز الإداري لناحية تل حميس.
بلغ عدد سكان تل حميس في تعداد عام 2004 ما يقارب5،161 نسمة. غالبية سكان المدينة من القبائل العربية : طيء وشمر والشرابيين.
تُعد البلدة منطقة زراعية، إذ تُنتج القمح والشعير، ويمر بها وادي بريبج (المخبن)، بينما يقع شرقها وادي الجراحي. تحتوي تل حميس على صوامع للحبوب، وفرع للمصرف الزراعي، وعدة مدارس ومساجد، كما تضم تلًا أثريًا.

## وصلات خارجية
- موقع مدينة القامشلي

المراجع